# Biserica „Sf. Nicolae Dintr-o zi“
Text la exponent
Biserica „Sf. Nicolae Dintr-o zi“ este un monument istoric aflat pe teritoriul municipiului București. În Repertoriul Arheologic Național, monumentul apare cu codul 179132.75.

## Istoric

### Explicația numeluiDintr-o zi
Conform unei legende locale, numele bisericii se explică astfel: pe locul actualei biserici s-a construit, mai întâi,o bisericuță din lemn, într-o singură zi!

Iată, însă, cum sună pisania originală:  "Această sfântă biserică, ce se numește "Dintr-o zi", cu hramul "Sfântul Nicolae", a fost mai întâi făcută de lemn și, învechindu-se, luminata doamnă Marica a Măriei Sale Constantin Brâncoveanu Voievod, la leat 1702 de la Nașterea Domnului nostru Iisus Hristos, îndemnându-se, a făcut-o toată de zid și a înfrumusețat-o cu toate podoabele, spre pomenirea Măriei Sale, ispravnic fiind dumnealui Enache Văcărescu, vel logofăt. În urmĂ, la leatul 1825, În zilele Măriei Sale Grigorie Ghica Voievod al Patrulea, întâmplându-se de s-au ars, s-au preînoit și s-au înfrumusețat, precum se vede, cu ajutorul Mării Sale Grigorie Ghica și al altor pravoslavnici, prin stăruința Dumnealui vel stolnic Stanciu, epitropul acestei sfinte biserici, isprăvindu-se de preînoit la leatul 1827 sept 1.”

## Galerie

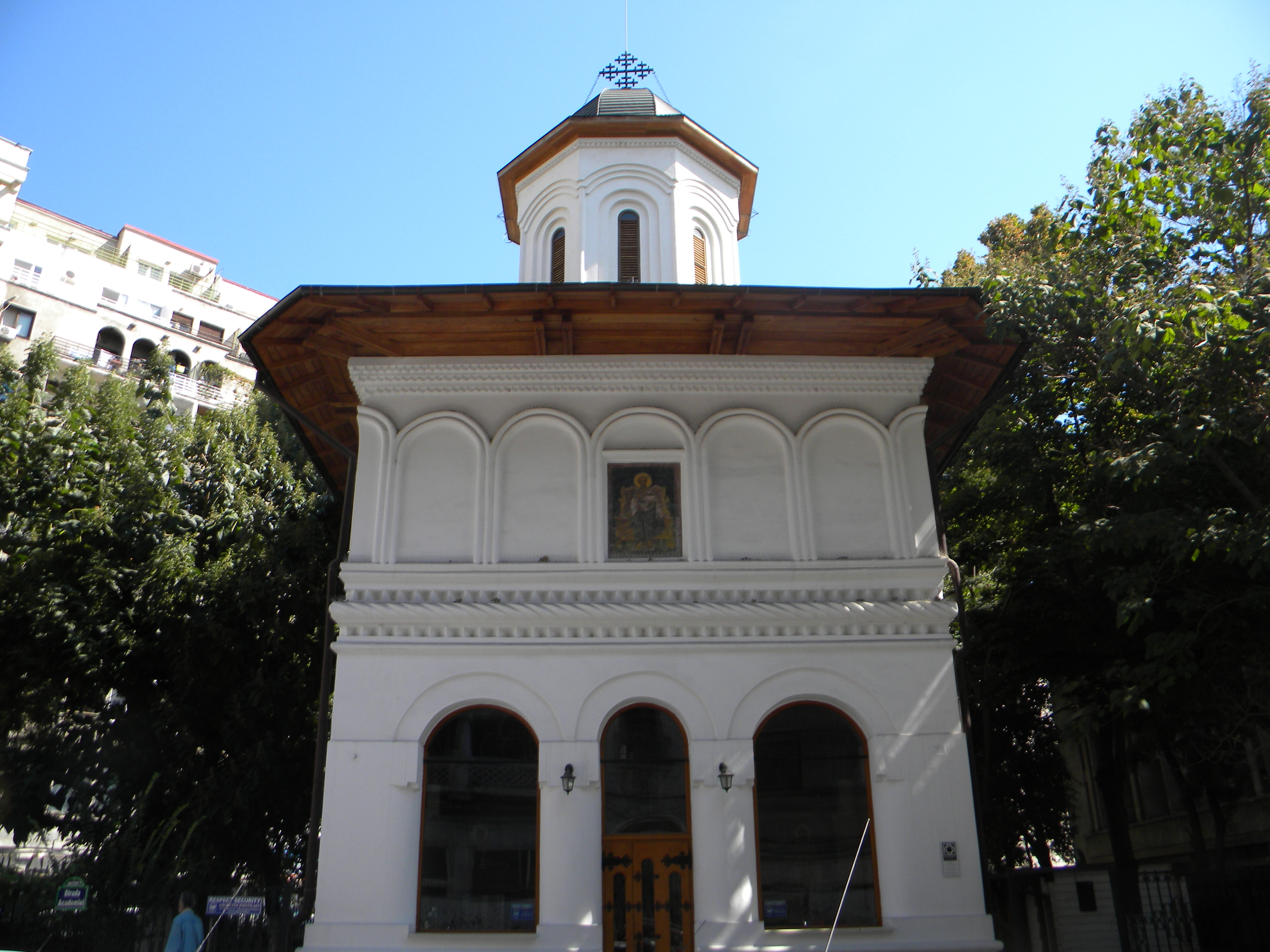
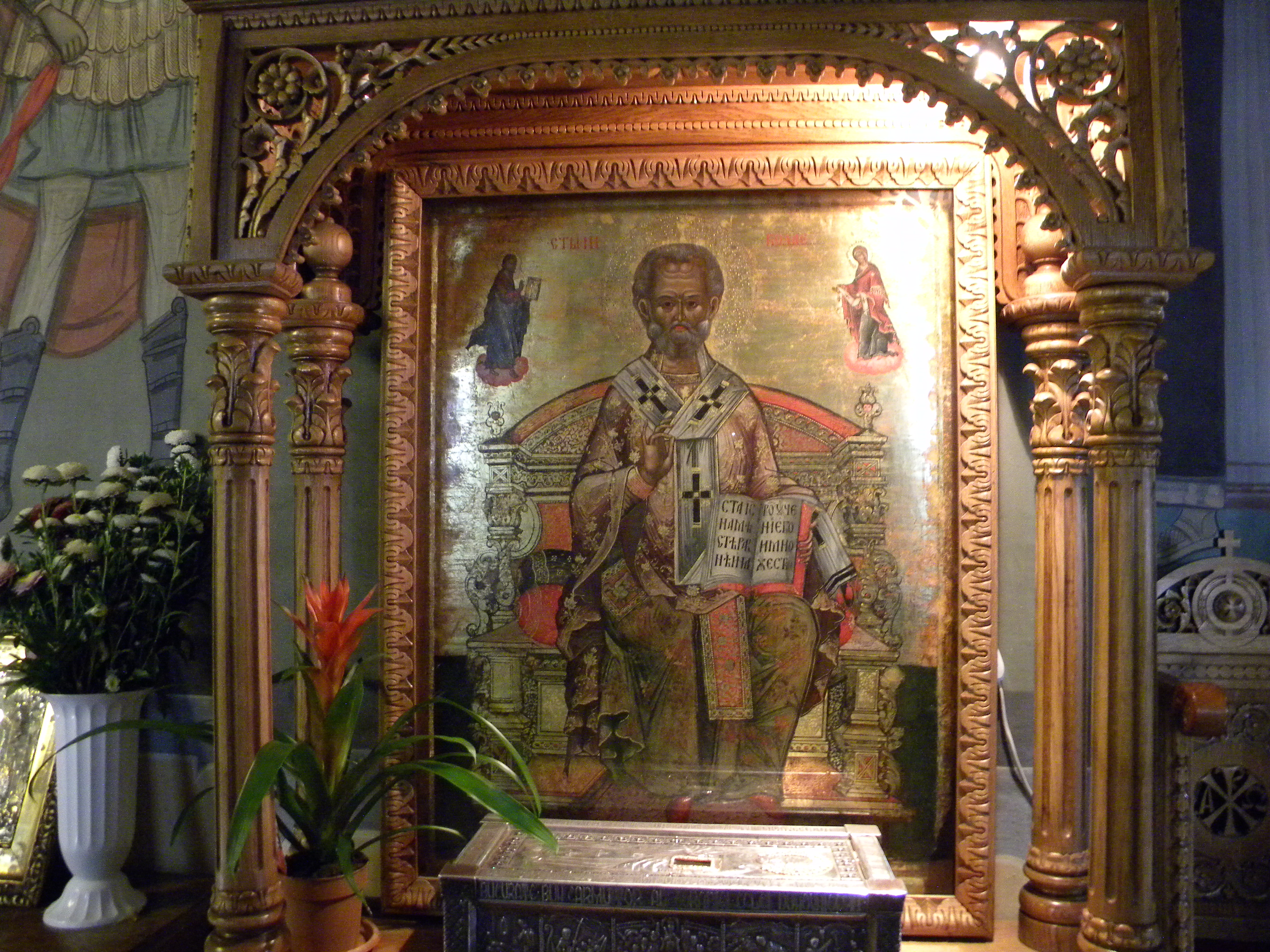
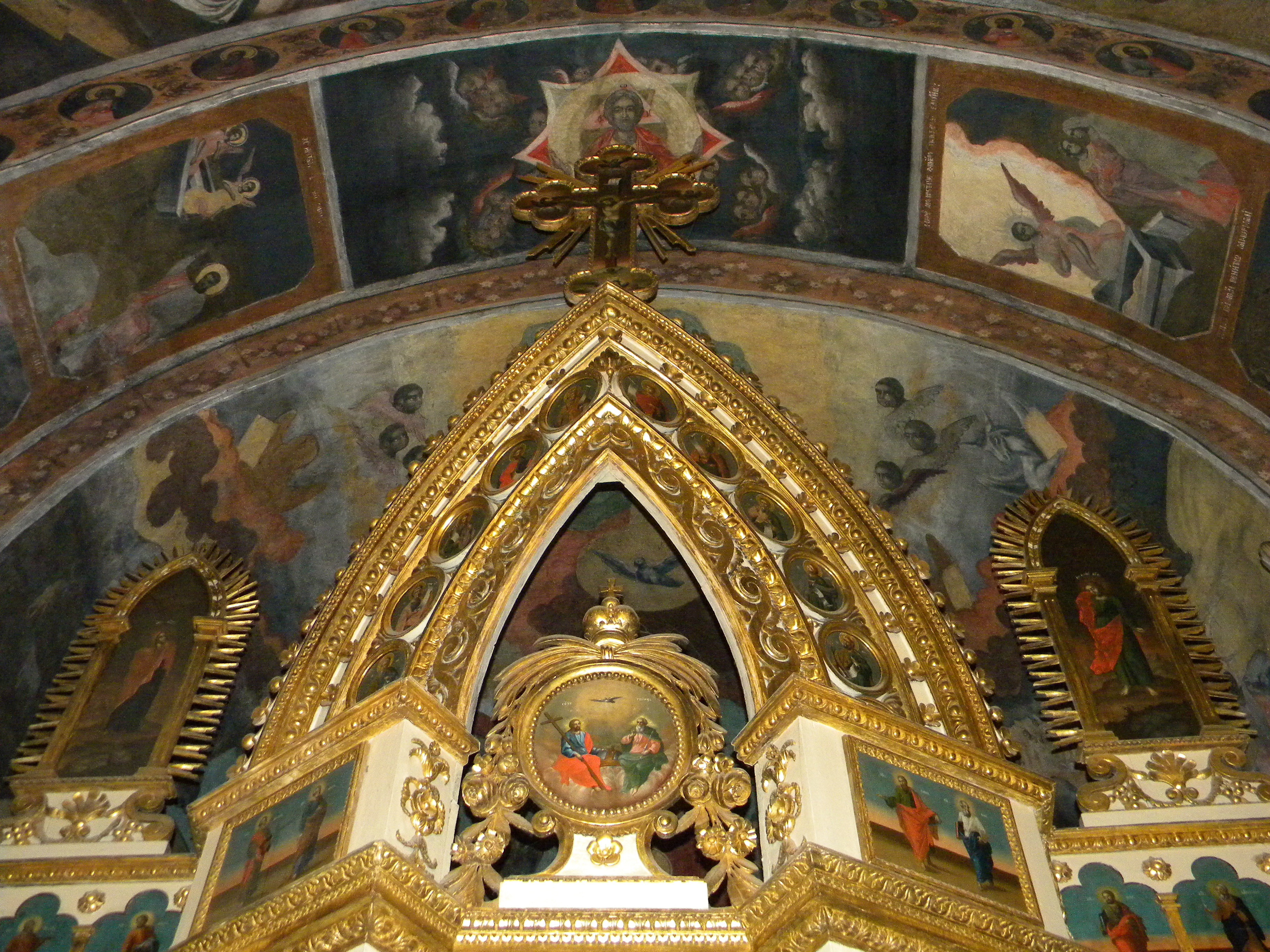
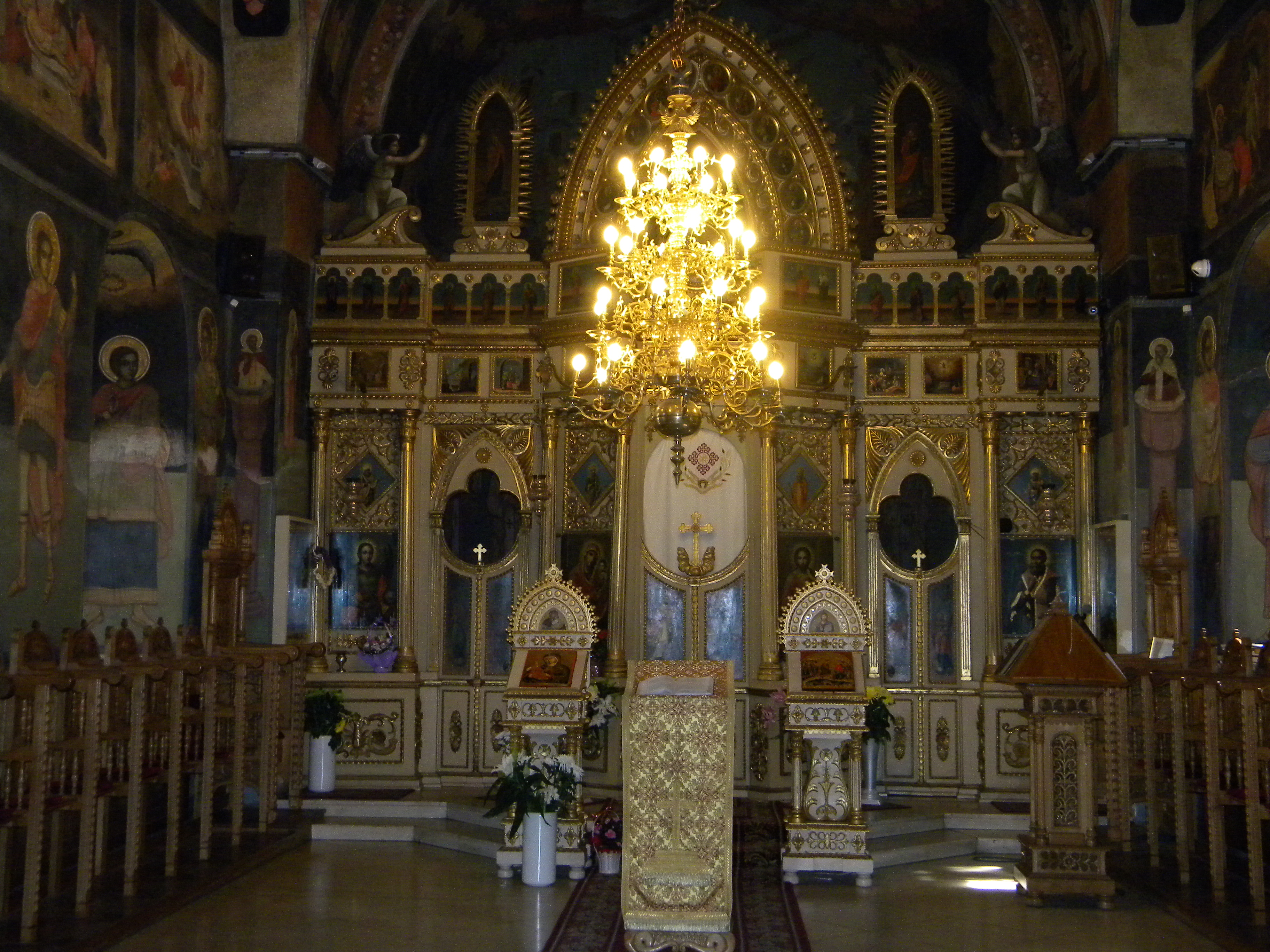
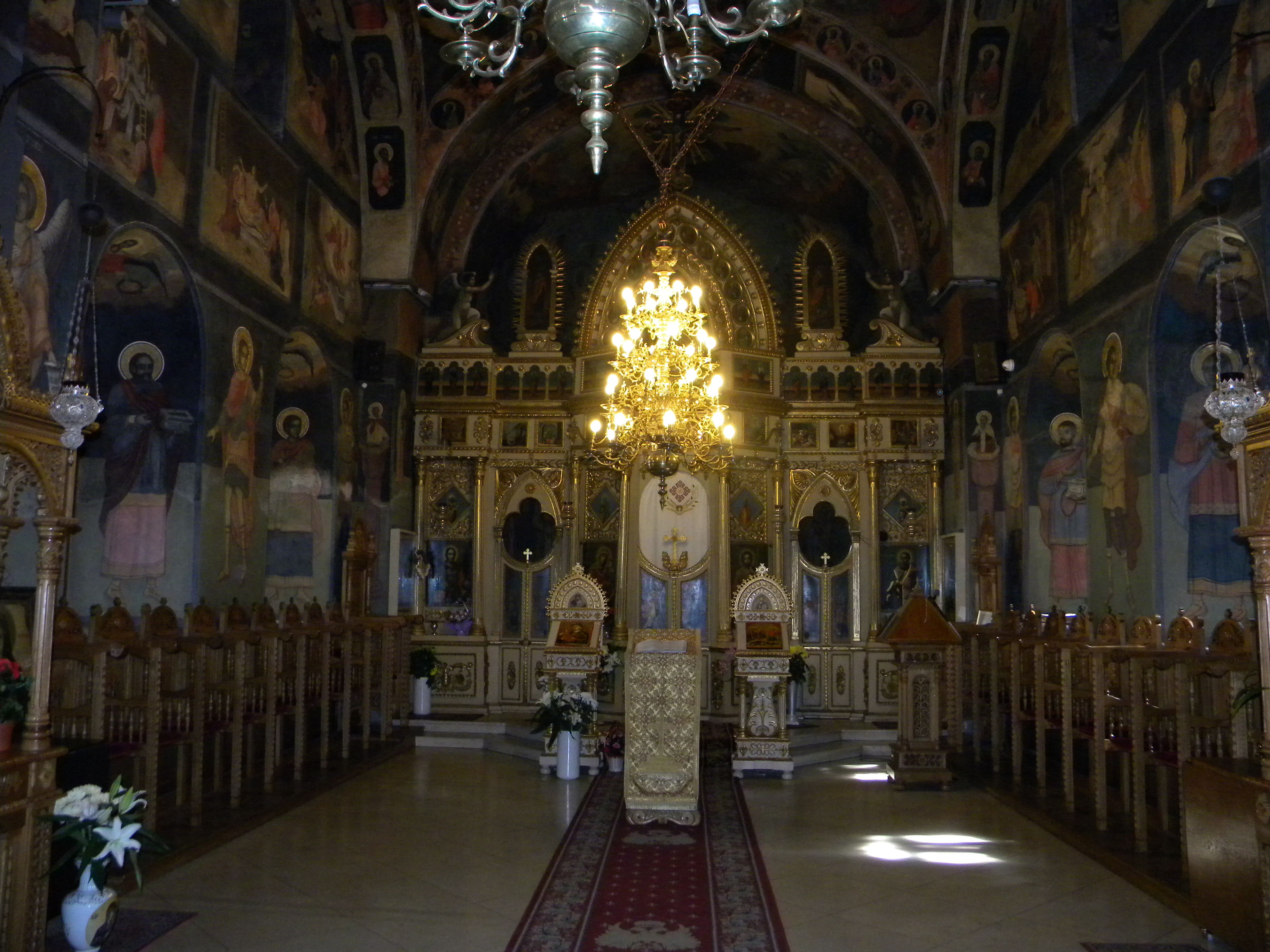
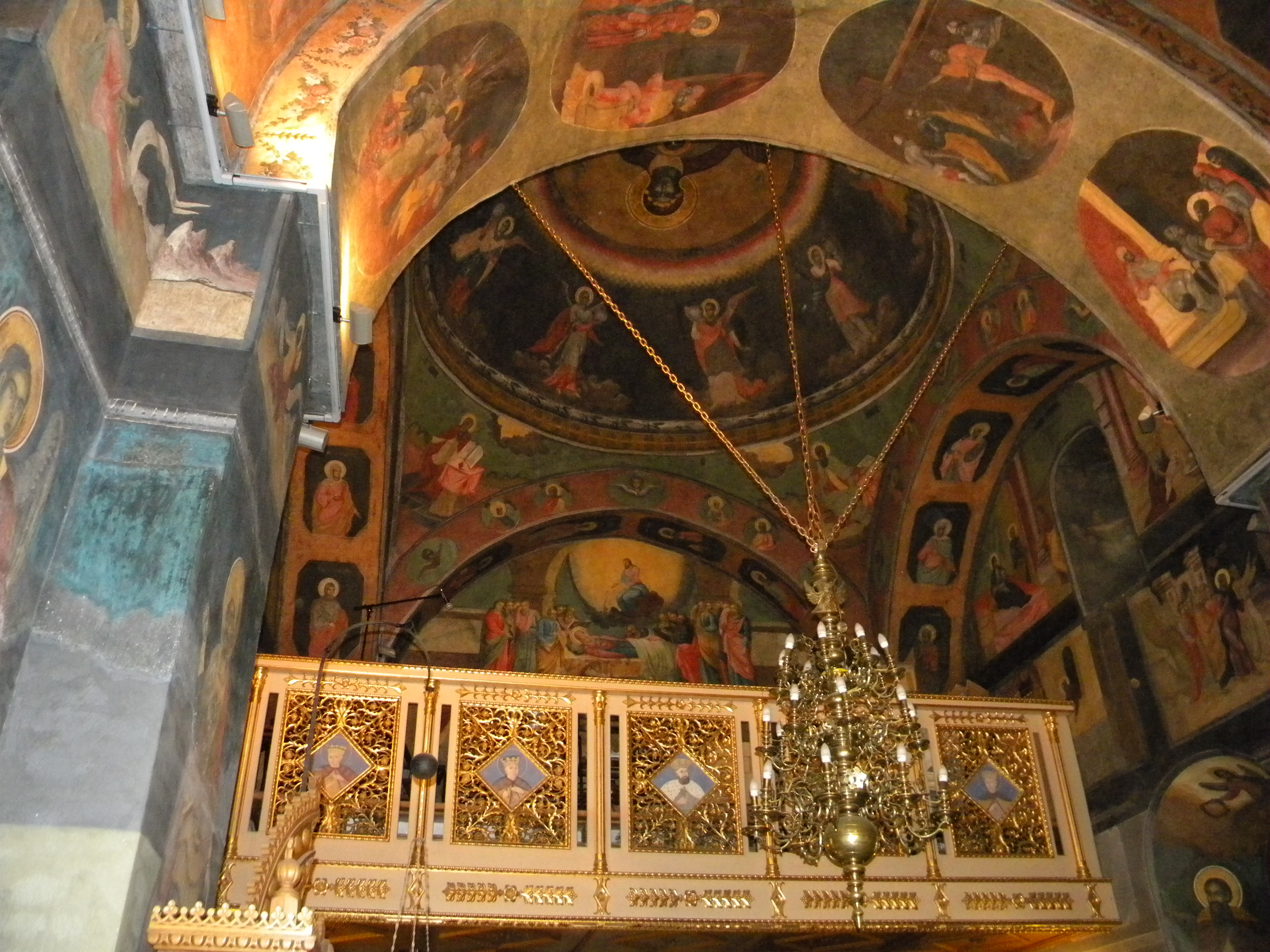
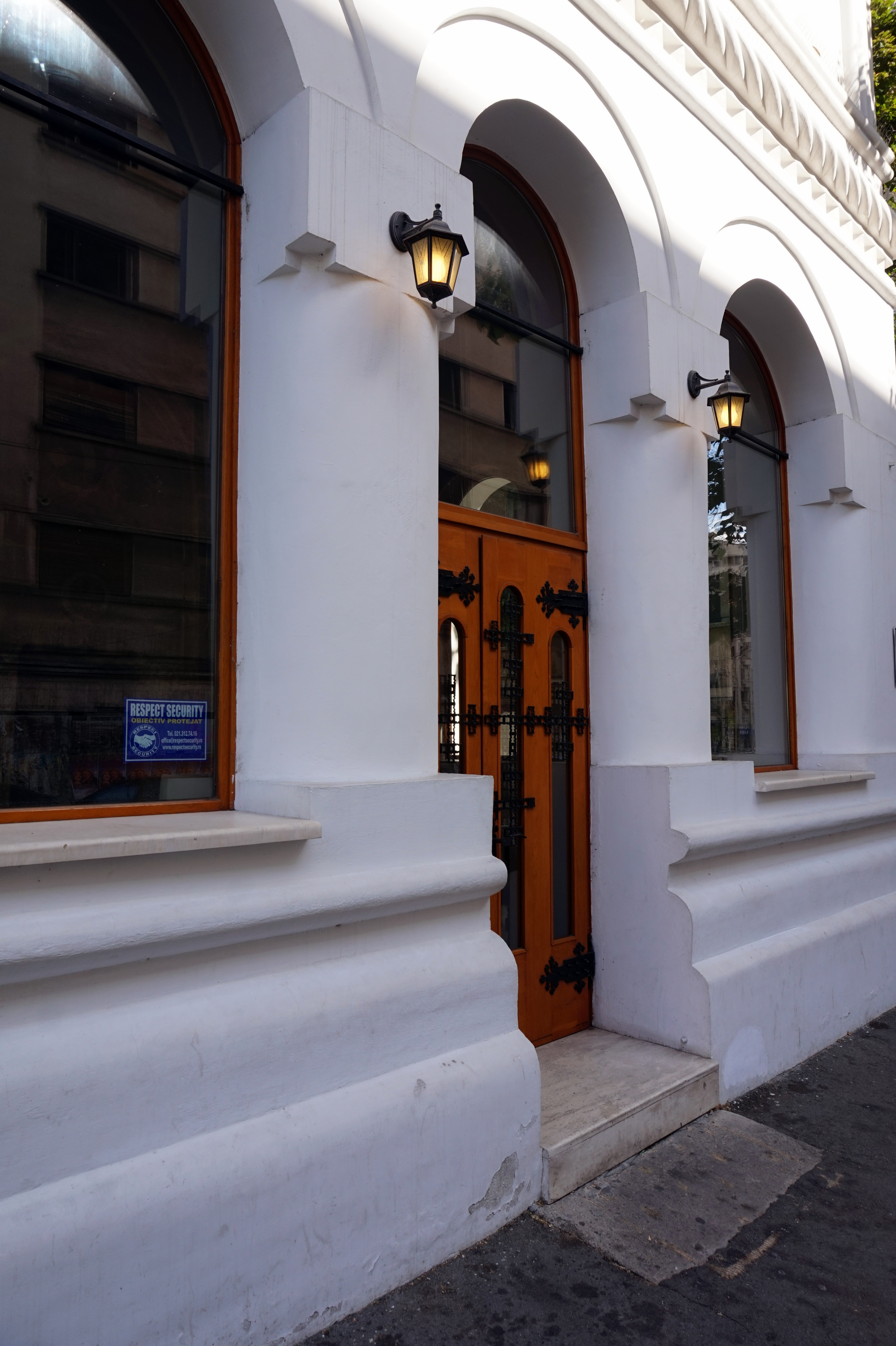